# Друга жена
Друга жена (шп. La otra) мексичка је теленовела, продукцијске куће Телевиса, снимана током 2002.
У Србији је приказивана 2005. на телевизији Станком.

## Синопсис
Друга жена је прича у којој је протагониста судбина. Судбина мушкарца који је збуњен и заробљен у својим осећањима и не може да разликује љубав од привида, жену коју заиста воли и другу жену. Карлота Гиљен живи у Керетару са мајком Бернардом и старијом сестром Еухенијом. Бернарда се прави да је поштена жена, а у ствари је љубавница Леополда, богатог човека из Гвадалахаре. Карлота је кћерка овог човека и полусестра Романа, који је једино признато Леополодово дете. Након што сазна да је наследство дао и Бернардиним кћеркама Роман планира освету. Карлота упознаје Алвара Ибањеза, младог лекара који у Керетаро долази на специјализацију. Његова породица и млађи брат Адријан живе у Мексико Ситију. Адријан је усвојен и иако је увек имао све што и Алваро, постао је огорчен и завидан човек који мрзи свог брата. Са друге стране Бернарда зна да мора дати кћеркама наследство када се удају. Није спремна да се одрекне новца и моћи, па зато тера сваког мушкарца који им се приближи. Упркос томе Роман успева да направи дете Еухенији како би се осветио. Порођај се компликује и Еухенија умире, а за дете се верује да је такође умрло. Алваро не зна да Карлота има сестру и када сазна да је умрла Бернардина кћерка, претпостављајући да се ради о Карлоти, разочаран напушта све и одлази да живи код родитеља у Морелос. Tамо упознаје Корделију Португал, која користи то што личи на Карлоту и намерава да буде Друга. Може ли Корделија бити Друга у Алваровом срцу?…

## Улоге
| Глумац              | Улога                                            |
| ------------------- | ------------------------------------------------ |
| Jадира Кариљо       | Карлота Гиљен Саенз Корделија Португал де Ибањез |
| Хуан Солер          | Алваро Ибањез                                    |
| Жаклин Андере       | Бернарда Саенз де Гиљен                          |
| Чантал Андере       | Бернарда Саенз де Гиљен (у младости)             |
| Серхио Сендел       | Адријан Ибанез                                   |
| Мануел Оxеда        | Хуан Педро Португал                              |
| Мерcедес Молто      | Еухенија Гиљен Саенз                             |
| Алехандро Авила     | Роман Гиљен                                      |
| Еухенио Кобо        | свештеник Агустин                                |
| Хорхе Варгас        | Делфино Аријага                                  |
| Хулио Брачо         | Ласаро Аријага                                   |
| Тоњо Маури          | Данијел Мендисабал                               |
| Азела Робинсон      | Миреја Окампо                                    |
| Мати Хуитрон        | Фабијана Моралес                                 |
| Роса Марија Бијанки | Лупита Ибањез                                    |
| Хосефина Ечанове    | Томаса Лопез                                     |
| Алонсо Ечанове      | Куко                                             |
| Луис Котуријер      | Хусто Ибањез                                     |
| Серхио Санчез       | Салтијел Ороско                                  |
| Серхио Рамос        | Дон Хоакин Пардо                                 |
| Вероника Хаспеадо   | Аполонија Португал                               |
| Игнасио Гвадалупе   | Сантос Мерида                                    |
| Роберто Атунез      | свештеник Фермин                                 |
| Вирхинија Гутијерез | Есперанса                                        |
| Фернандо Роблес     | Фулхенсио Риос                                   |
| Гастон Тусет        | др Салвадор Алманса                              |
| Алфонсо Итуралде    | Нарцисо Браво                                    |
| Сојла Кињонес       | Симона Дијаз                                     |
| Марија Прадо        | Мартина Рубио                                    |
| Вирхинија Химено    | Иларија Риверо                                   |
| Давид Рамос         | свештеник Конрадо                                |
| Алберто Инзуа       | свештеник Хавијер                                |
| Антонио де ла Вега  | Исак Гомез                                       |
| Карлос Гонзалес     | Бенигно Мерида                                   |
| Росанхела Балбо     | Сокорито                                         |
| Луси Товар          | Селина Чавез                                     |
| Телма Дорантес      | Кармен                                           |
| Ширли               | Хулијета де Гиљен                                |
| Естер Гилмаин       | Естер                                            |
| Ерика Бленхер       | Роберта                                          |
| Офелија Гилмаин     | Сабина де Окампо                                 |
| Карлос Спејцер      | Либрадо Мерида                                   |
| Наташа Дупејрон     | Наталија Ибањез Португал                         |
| Косме Алберто       | Браулио Португал Риверо                          |
| Ени дел Кастиљо     | Карен Мендисабал                                 |